# Pervez Musharraf
Pervez Musharraf  (în urdu پرویز مشرف; n. 11 august 1943, Delhi, Imperiul Britanic – d. 5 februarie 2023, Dubai, Emiratul Dubai, EAU) a fost un politician pakistanez, general retras din activitate, care a servit în calitate de Președinte al Pakistanului între 2001 și 2008.